# Ritratto di un gioielliere
Il Ritratto di un gioielliere è un dipinto a olio su tavola (69x50 cm) di Pontormo, databile al 1517-1518 circa e conservato nel Louvre di Parigi.

## Storia e descrizione
L'opera fu acquistata da Luigi XIV dal mercante d'arte Jabach, nel 1671.
Il dipinto potrebbe essere uno dei primi ritratti di Pontormo, per la vicinanza stilistica a opere di Andrea del Sarto. Il bulino in mano e una morsa per tagliare le gemme sul tavolo lo identificano come un gioielliere ma, nonostante i tentativi di dargli un nome, ancora l'identità dell'effigiato è ignota. Improbabili, per varie ragioni, sono quelli di Giovanni delle Corniole, Michele di Paolo Poggini e Domenico di Polo.
Il protagonista è rappresentato a mezza figura su sfondo verde, con un'espressiva torsione della testa verso sinistra mentre il busto è orientato di tre quarti a destra, parallelo al tavolinetto da lavoro che si intravede appena nell'angolo inferiore destro. Indossa un vistoso tricorno nero e una giubba nera con inserti di pelliccia e ampie maniche di velluto, a testimonianza del suo alto status economico e sociale. Dal collo spunta un lembo della camicia bianca, finemente ricamata sul bordo.
I tratti fisiognomici sono marcati: capelli lunghi a caschetto con frangia uniforme, occhi leggermente incavati ed espressivi, naso pronunciato, zigomi alti, labbra tumide.